# Mesures agroenvironnementales

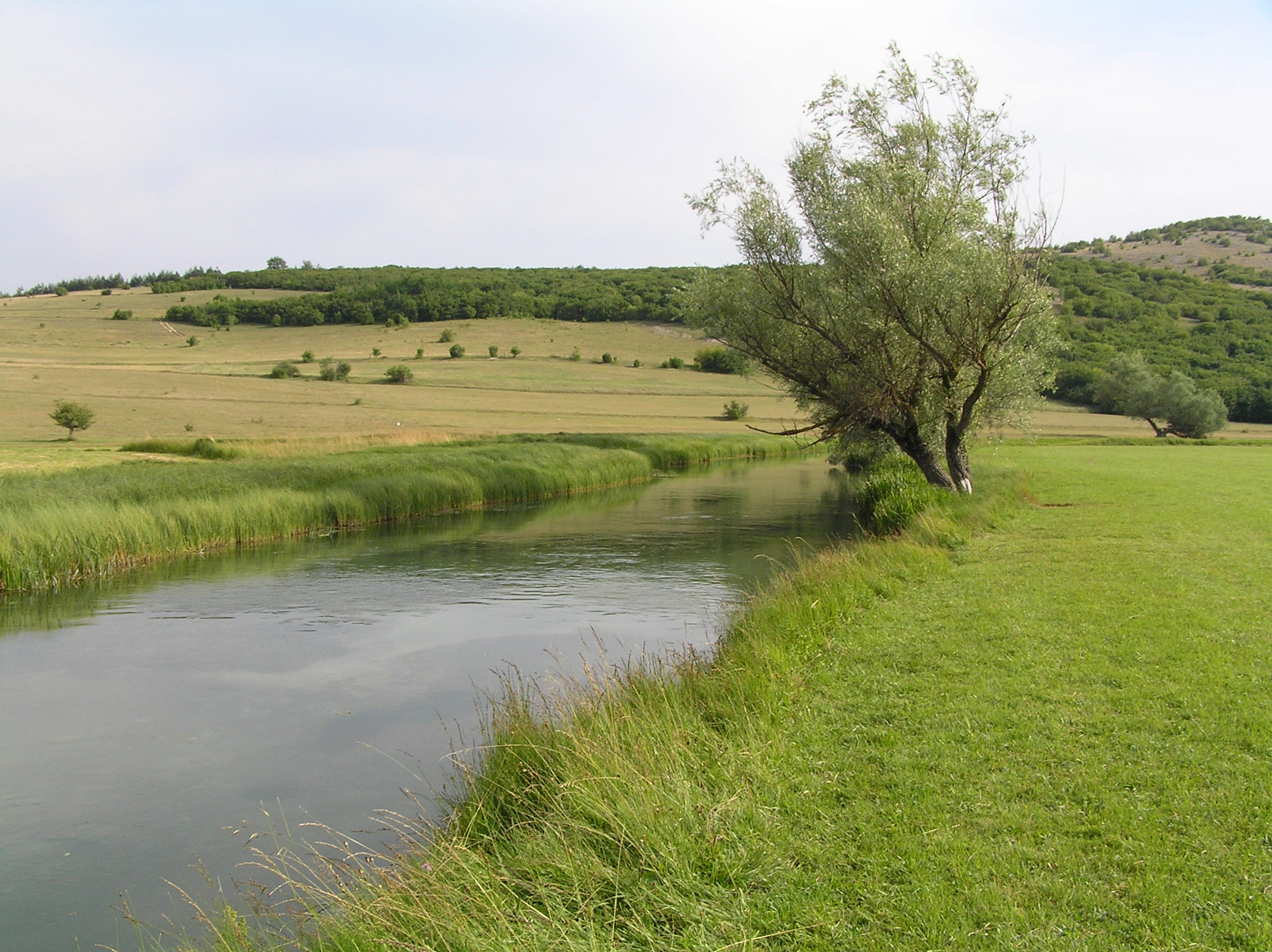
Les bandes enherbées ont valeur de dispositifs anti-érosion et zones d'expansion de crue. Elles limitent les apports au cours d'eau de pesticides et engrais. Extensivement pâturées et/ou fauchées, elles jouent un rôle majeur de protection des berges et de corridors biologiques si elles ne sont pas polluées ni trop isolées d'autres éléments naturels du paysage.

Les mesures agroenvironnementales (MAE) sont des mesures mises en place dans l'Union européenne dans le cadre de la politique agricole commune, en contrepartie de versements aux agriculteurs volontaires. C'est une des réponses aux préoccupations croissantes du public, des consommateurs, des collectivités et de certains élus aux impacts écologiques de l'intensification de l'agriculture, qui s'est fortement développée tout au long du XXe siècle, en s'appuyant sur la mécanisation des cultures, les intrants chimiques, l'élevage hors-sol, et plus récemment des biotechnologies intégrant le transfert des gènes d'une espèces à une autre (transgenèse).
Cette notion peut aussi être évoquée dans le cadre de mesures conservatoires ou compensatoires, par exemple dans le cadre de remembrements.
En France, les MAET sont des « MAE territorialisées » (par exemple en zone natura 2000).
En 2013, le Centre d'analyse stratégique (CAS) a recommandé un allongement de la durée des contrats, ainsi qu'une généralisation de la territorialisation des MAE,.
De 2014 à 2020, pour mieux prendre en compte et diminuer les effets négatifs de l'agriculture sur le climat, mais aussi les possibilités qu'elle a d'améliorer les puits de carbone ou de valoriser le méthane qu'elle peut produire à partir de la biomasse de déchets agroalimentaires par exemple, le FEADER devrait en Europe pouvoir financer de nouvelles « MAEC » (Mesures agroenvironnementales et climatiques).

## Objectifs
Ces mesures visent surtout à protéger des paysages ruraux, les cours d'eau, la faune et la flore. 

Ces crédits sont généralement des crédits d'entretien (gestion) et non d'investissement (Ex : ils financent la gestion d'une haie, et non sa plantation). Ils sont cadrés par le règlement européen dit « agroenvironnemental » du 30 juin 1992, lequel résulte de la réforme de la Politique agricole commune (PAC) de mai 1992. Chaque État-membre en a subsidiairement fait sa propre déclinaison.
En France, la programmation 2007-2013 classe les MAE selon neuf dispositifs :
1. la Prime Herbagère Agroenvironnementale ou PHAE
2. la MAE rotationnelle
3. l'aide au système fourrager polyculture élevage économe en intrants (SFEI)
4. l'aide à la conversion à l'Agriculture Biologique (CAB)
5. l'aide au maintien de l'Agriculture Biologique (MAB)
6. la protection des races menacées (PRM)
7. la préservation des ressources végétales menacées de disparition (PRV)
8. l'aide à l'apiculture
9. les MAE territorialisées (MAET)

Pour ce qui est des MAET, seules certains types de mesures sont éligibles, et sur certains territoires seulement ; par exemple sur les zones natura 2000, dans les parcs naturels régionaux, sur des zones vulnérables à l'érosion, etc. (on dit qu'elles sont territorialisées). Ces mesures peuvent être financées par des crédits d'État via les DIREN, ou par les Agences de l'eau (protection de périmètres de captages, etc.), mais aussi par des collectivités territoriales (conseils régionaux, conseils généraux...). Elles sont cofinancées à hauteur de 55 % par le FEADER (Fonds Européen Agricole de Développement Rural).

## Exemples de mesures agroenvironnementales (MAE)
- bandes enherbées le long de cours d'eau
- prime herbagère agroenvironnementale (PHAE)
- interdiction d'apports d'engrais sur certaines prairies naturelles.
- maintien des parcours
- restauration et maintien (entretien) des haies et du bocage
- agrosylviculture
- limitation des passages de traitements phytosanitaires
- Conversion à l'agriculture biologique
- Surface équivalente topographique (SET)

## MAET et biodiversité
De 2011 à 2013, sont éligibles en tant que « surface de biodiversité (SB) » :
- Prairies permanentes, landes, parcours, alpages, estives situés en zone Natura 2000 ; 1 ha de surfaces herbacées en Natura 2000 = 2 ha de SB, et 1 ha de SB = 0,5 ha d’herbe en Natura 2000 ;
- Bandes tampons pérennes enherbées situées hors bordure de cours d’eau implantées au titre des BCAE ; 1 ha de bandes tampons = 1 ha de SB et 1 ha de SB = 1 ha de bandes tampons ;
- Jachère fixe (hors gel industriel) ; en bandes de 10 à 20 m de large 1 ha de jachère = 1 ha de SB 1 ha de SB = 1 ha de jachère ;
- Zones herbacées mises en défens et retirées de la production ; 1 m de longueur = 100 m2 de SB 1 ha de SB = 100 m de longueur mise en défens ;
- Vergers haute-tige ; 1 ha de vergers haute-tige = 5 ha de SB et 1 ha de SB = 0,2 ha de vergers haute-tige ;
- Tourbières ; 1 ha de tourbières = 20 ha de SB et 1 ha de SB = 5 ares de tourbières Haies 1 mètre linéaire = 100 m2 de SB 1 ha de SB = 100 m de haies ;
- Alignements d'arbres ;1 mètre linéaire = 10 m2 de SB et 1 ha de SB = 1 km d’alignement d’arbres ;
- Arbres isolés ; 1 arbre = 50 m2 de SB et 1 ha de SB = 200 arbres isolés ;
- Lisières de bois, bosquets ; 1 mètre de lisière = 100 m2 de SB et 1 ha de SB = 100 m de lisières forestières ;
- Fossés, cours d'eau, béalières ; 1 mètre linéaire = 10 m2 de SB et 1 ha de SB = 1 km de fossés ;
- Mares, lavognes ; 1 mètre de périmètre = 100 m2 de SB et 1 ha de SB = 100 m de périmètre ;
- Murets, terrasses à murets, clapas ; 1 mètre de murets = 50 m2 de SB et 1 ha de SB = 200 m de murets ;
- Certains types de landes, parcours, alpages, estives (définis au niveau départemental par le préfet) ;
- Certaines prairies permanentes définies au niveau départemental (par exemple prairies humides, prairies littorales, etc.) ;

Le Préfet par arrêté préfectoral, peut ajouter à cette liste certains types de prairies permanentes ou de surfaces herbagères extensives présentant un
caractère particulièrement intéressant au titre de la protection de la biodiversité (prairies humides ou littorales, par exemple)

## Bilans, évaluations
Malgré les programmes Natura 2000 et plus de 20 ans d'aides agroenvironnementales, dans tout l'hémisphère nord, globalement, la plupart des indicateurs de biodiversité agricole montrent des problèmes préoccupants, y compris dans la plupart des zones où des mesures agroenvironnementales ont été appliquées depuis les années 1990. Cela vaut pour la France où l'on observe une banalisation de la faune et de la flore, avec une forte réduction de la biodiversité. Ces mesures ont freiné le phénomène, mais ne l'ont pas arrêté. 
Les bilans qualitatifs et financiers sont difficiles à établir, pour plusieurs raisons :
- les systèmes qui compensent les agriculteurs financièrement pour la perte de revenus associée à des mesures réputées bénéfiques pour l'environnement ou de la biodiversité varient selon les pays et les époques ; ainsi, dans certains cas, les principaux objectifs sont une forte réduction des émissions des intrants chimiques ou non (engrais chimiques ou nutriments apportés en excès sous d'autres formes) ; pesticides. Ces objectifs ne semblent pas atteints en 2013 en France par exemple, où les nitrates et pesticides continuent de poser de graves problèmes d'eutrophisation et écotoxicologiques). D'autres objectifs sont la protection de la biodiversité et de ses habitats, passant par la renaturation (restauration de mares, haies, réintroductions d'espèces, etc.) ou encore sur les paysages ruraux ou la prévention de l'exode rural[6] ;
- la quantification des effets agroenvironnementaux de ces mesures devrait être pondérée par le contexte (historique, de vulnérabilité des sols et de l'environnement local, l'écopotentialité, etc.) ;
- une zone géographique peut être affectée par des apports de pesticides (aéroportés ou apportés par le ruissellement principalement) ou par des phénomènes de turbidité induits par l'agriculture pratiquée hors de la zone concernée, ou en amont du bassin versant ;
- la teneur, les exigences et les indicateurs des programmes varient selon les pays et leurs régions, et tous les pays européens ne bénéficient pas de programmes agroenvironnementaux (seuls 26 pays sur 44 pays européens disposaient d'un tel programme au début des années 2000[6] cependant certains des pays n'en bénéficiant pas avaient une agriculture plus extensive et a priori moins destructrice de biodiversité) ;
- logiquement, les zones d'agriculture extensive (où la biodiversité est encore relativement présente) ont été plus ciblés par ces programmes, alors que les zones d'agriculture intensive (où la biodiversité avait déjà été fortement réduite, ont continué à se dégrader).

### Aux États-Unis; une tradition de plus de 70 ans
Aux États-Unis, les aides agricoles (voire les assurances-récoltes dites « crop insurance (en) ») sont beaucoup plus qu'en Europe associées à une écoconditionnalité (« cross compliance » pour les anglophones). Cette conditionnalité environnementale est inscrite dans la politique agricole américaine depuis les années 1930, à la suite des constats de forte dégradation des sols induites par l'intensification de l'agriculture. 
Les États-Unis ont mis en place en 1985 trois programmes distincts d'écoconditionnalité pour les programmes de grandes cultures (maïs, blé, orge, sorgho, avoine, riz, coton, soja, qui bénéficient d'aides via les « commodity programs »). Ces trois programmes ont été mis en place par une loi dite « Farm Bill » de 1985. Ils sont sous le contrôle de l'Agence des services agricoles (Farm Service Agency (en), ou FSA) et du Service de la conservation des ressources naturelles (Natural Resources Conservation Service (en), ou NRCS) ; ces trois programmes sont 
1. la « conservation compliance », destinée à principalement lutter contre l'érosion et la dégradation des sols (avec 41 millions d'hectares éligibles) ;
2. le « sodbuster », qui vise à protéger les sols vulnérables du labour et des cultures ;
3. le « swambuster », qui cible les zones humides (sur 6 millions d'hectares)

En 2013, « environ 80 % des agriculteurs américains utilisent l'assurance-récolte comme un outil essentiel de gestion des risques afin de gérer la volatilité des prix et la variabilité du climat. Les agriculteurs et les éleveurs paient une prime pour cette assurance, mais environ 60 pour cent du coût réel de cette prime sont couverts par le contribuables via des subventions de l'USDA ». Ainsi, le public peut légitimement souhaiter que les versements de l'assurance-récolte soient conditionnés à une prestation agricole respectueuse de l'environnement estime Bruce Knight, directeur de Strategic Conservation Solutions et ancien secrétaire des programmes Marketing and Regulatory du département de l'Agriculture des États-Unis (United States Department of Agriculture, ou USDA) de 2006 à 2009, après avoir dirigé (de 2002 à 2006) le service Natural Resources Conservation.

### En Europe; des résultats mitigés
En Europe, l'écoconditionnalité et inscrite dans le règlement horizontal de l'« accord de Berlin » depuis 1999. Mais pour des raisons de subsidiarité, ce sont les États-membres de l'Union européenne qui définissent le contenu précis des programmes et qui doivent veiller par des contrôles appropriés à ce qu'ils soient bien appliqués sur leur territoire.
En 2003, une étude a évalué à environ 24,3 milliards d'euros la somme ayant été consacrée à des programmes agroenvironnementaux dans l'Union européenne (UE) de 1994 à 2002, mais la part des mesures vraiment consacrée à la biodiversité n'a pas pu être évaluée ; une recherche exhaustive des études ayant cherché à tester l'efficacité des programmes agroenvironnementaux dans les journaux a montré que seule 62 études d'évaluation avaient été publiées, faites dans seulement 5 pays de l'UE et en Suisse ; 76 % des études avaient été faites aux Pays-Bas et au Royaume-Uni, où à cette époque, seuls 6 % des budgets agroenvironnementaux de l'UE avaient alors été dépensés. Quelques études concernaient l'Allemagne ,, l'Irlande et le Portugal ; et 31 % de ces études ne contenaient aucune analyse statistique. De plus, quand une approche expérimentale a été utilisée, ses conclusions étaient généralement faibles et biaisées en retenant surtout les indicateurs les plus favorables. Le dispositif expérimental le plus fréquent (retenu par 37 % des études) consistait à comparer la biodiversité dans les zones de programmes agroenvironnementaux et dans des zones présentées comme des zones témoin, mais avec des biais de partialité par exemple quand les agriculteurs ou les autorités coordinatrices sélectionnaient les sites de programmes agroenvironnementaux étudiés. Dans de tels cas, les sites étaient susceptibles d'avoir une plus grande biodiversité au départ par rapport aux sites-témoins ; ce problème peut être résolu par une collecte plus large de données de référence (34 % des études), une comparaison des tendances et pas seulement d'inventaires ou états-des lieux (32 %) ou l'étude de changements (26 % des cas) de la biodiversité selon que la zone bénéficie ou non de mesures agroenvironnementales ou mieux (fait dans 16 % des études seulement) en appariant les sites de contrôle et ceux ayant bénéficié des mesures agroenvironnementales de manière que leurs conditions environnementales soient similaires. 
- seules un peu plus de la moitié (54 %) des espèces indicatrices ou groupes étudiés ont montré une augmentation. Et 6 % de ces indicateurs ont montré une diminution de richesse spécifique (moins d'espèces) ou d'abondance par rapport aux sites-témoins.
- Sur 17 % des sites certaines espèces semblaient profiter des mesures alors que 23 % ne présentaient aucun changement, avec une réponse très variable selon les taxons observés.
- Sur 19 études ayant porté sur la réponse des oiseaux et comprenant une analyse statistique, seules 4 ont conclu à une augmentation significative de la richesse en oiseaux ou à une augmentation d'abondance. Deux études ont même mis en évidence une diminution, alors que 9 autres montraient à la fois des augmentations et des diminutions
- Concernant les arthropodes des comparaisons avec sites-témoin ont été faites par 20 études ; Seules 11 études ont montré une augmentation de la richesse des espèces ou de l'abondance, mais aucune n'a montré de diminution, et trois ont montré des augmentations et des diminutions selon les taxons.
- Concernant les effets sur la biodiversité végétale : 14 études ont été faites, dont moins de la moitié (six) ont montré une augmentation de la richesse en espèces ou de l'abondance de la flore. Deux ont montré des diminutions et aucune étude n'a montré la conjonction d'augmentations et de diminutions.
- la revue de la littérature publiée en 2003 pour l'Europe a conclu qu'aucune des études d'évaluation jusqu'alors publiées ne pouvait être considérée comme robustes ou permettre de porter un jugement général sur l'efficacité des programmes agroenvironnementaux européens. Les auteurs ont invité à intégrer un processus d'évaluations des effets écologiques comme partie intégrante de tout système agroenvironnemental, incluant une collecte systématique de données de base, un positionnement plus aléatoire des sites de contrôle, mais dans les zones bénéficiant des mesures, et en veillant à ce qu'elles soient scientifiquement comparables (ce qui implique des conditions initiales similaires) avec une réplication suffisante des mesures et contrôles. Ils estiment aussi que les résultats de ces études devraient être plus largement recueillis et diffusées afin de mieux identifier et diffuser les meilleures pratiques de valorisation et protection de la biodiversité et afin de dépenser de manière plus efficiente les subventions et aides consacrées à ces mesures.

En 2019, une étude économétrique réalisée en Lorraine a également tenté de mesurer l’impact de cette politique sur l’usage des sols qui conditionne la production de services ecosystémiques, de 1988 à 2015, à partir de données collectées auprès du Fadn et des Statistiques Annuelles Agricoles (Dussine, 2019)
. Il apparait que les aides directes versées pour encourager certaines activités montrent un impact relativement limité sur l’usage des sols, tandis que les mesures agro-environnementales pourraient, elles, expliquer le développement de certaines surfaces comme les protéagineux qui, couplées aux oléagineux (comme la combinaison colza/féveroles), permet de limiter les traitements insecticides. De la même façon, les Indemnités Compensatoires versées pour Handicap Naturel (Ichn) semblent avoir un impact très positif sur les herbages, les friches, et les feuillus et semble même pouvoir ralentir l’artificialisation, mais elles représentent des montants peu importants et beaucoup d’agriculteurs les jugent insuffisantes.

1. ↑  (en) J.E. Beringer (2000) Releasing genetically modified organisms: will any harm outweight any advantage ? Journal of Applied Ecology, 37, 207–214 (résumé)
2. ↑  recommandations du Centre d'analyse stratégique (CAS), en trois notes d'analyse publiées le 3 avril 2013
3. ↑  Dorothée Laperche (2013), Gestion de l'eau : la difficile équation économique et environnementale pour répondre aux objectifs de protection des ressources sans peser sur le budget des ménages ni sur celui de l’état, le CAS propose une combinaison de solutions ; Actu-Environnement 2013-04-05
4. ↑  Conférence européenne : « Vers une agriculture européenne respectueuse du climat : retours d’expérience et leviers d’actions » Hôtel de Région Midi-Pyrénées, Toulouse, Dossier de presse, PDF, 23 pp.
5. ↑  Source : Circulaire PDRH 2011 -2013 « mesures agroenvironnementales » Ref DGPAAT/SDEA/C2011-3030 du 22 avril 2011, sur la mise en œuvre des campagnes 2011-2013 des mesures agroenvironnementales des dispositifs A à I de la mesure 214 du programme de développement rural hexagonal pour la période 2007-2013, pp. 68-452 [PDF]
6. 1 2 3  D Kleijn, WJ Sutherland (2003), How effective are European agri‐environment schemes in conserving and promoting biodiversity ? ; Journal of applied ecology ; Volume 40, Issue 6, pages 947–969, Dec. 2003 (Wiley Online Library)
7. ↑  Agnès Sinaï (2013), La complexe évaluation des mesures agroenvironnementales ; En France, les mesures agroenvironnementales sont particulièrement pertinentes au regard des fréquences élevées de dépassement des normes relatives aux pesticides et aux nitrates dans les captages d'eau potable, mais leur efficacité reste à évaluer, actu environnement
8. 1 2 3  (en) 2013 Farm Bill: Conservation Compliance and Crop Insurance - Bruce Knight, Agri-Pulse, 2013
9. ↑  Féret, Samuel (2002), « Zoome sur l'écoconditionnalité »(Archive.org • Wikiwix • Archive.is • Google • Que faire ?), aussi paru dans la Lettre du Rad, 24 juillet 2002 [PDF]
10. ↑  Günter, M., Schläpfer, F., Walter, T. & Herzog, F. (2002) Direct Payments for Biodiversity Provided by Swiss Farmers: An Economic Interpretation of Direct Democratic Decision. Report. OECD, Paris (résumé)
11. ↑  Osterburg, B. (2001) Agri-environmental programs and the use of soil conservation measures in Germany. Sustaining the Global Farm (eds D.E.Stot, R.H.Mohtar & G.C.Steinhardt), pp. 112–118. Selected papers from the 10th International Soil Organization Meeting at Purdue University. West Lafayette, USA
12. ↑  Grafen, A. & Schramek, J. (2000) Germany: complex agri-environmental policy in a federal system. Agri-Environmental Policy in the European Union (eds H.Buller, G.A.Wilson & A.Höll), pp. 119–143. Ashgate, Aldershot, UK.
13. ↑  Emerson, H.J. & Gillmor, D.A. (1999) The Rural Environment Protection Scheme of the Republic of Ireland. Land Use Policy, 16, 235–245.
14. ↑  Eden, P. & Vieira, M. (2000) Portugal: agri-environmental policy and the maintenance of biodiversity-rich extensive farming systems. Agri-Environmental Policy in the European Union (eds H.Buller, G. A.Wilson & A.Höll), pp. 203–217. Ashgate, Aldershot, UK.
15. ↑  DUSSINE M.P, « "PAC et bioénergies : une analyse économétrique et institutionnelle", », XXXVèmes Journées du développement de l'ATM, BETA et Université de Lorraine,,‎ mai 2019

### Dans le cadre de la nouvelle PAC
Quelques nouveautés sont localement et brièvement apparu, dont la possibilité (uniquement en 2010) de MAE Rotationnelle (MAER, qui est un contrat de 5 ans pour les exploitations produisant 60 % ou plus de céréales oléo-protéagineux dans la SAU 2010. Elles doivent en contrepartie diversifier leur assolement annuel et introduire une succession culturale (sur les parcelles engagées) propre à mieux préserver ou restaurer biodiversité, tout en limitant les intrants.
À partir de 2003, la nouvelle PAC doit théoriquement accompagner ses subventions d'exigences plus claires en termes d'environnement et d'indicateurs de résultats. les « Aides du second pilier » sont « des aides volontaires contractuelles, sous forme d’Indemnité Compensatoire des Handicaps Naturels (ICHN), ou en contrepartie du respect de cahiers des charges environnementaux sur cinq ans (Mesures Agroenvironnementales, dont la Prime Herbagère Agroenvironnementale et la MAE Rotationnelle…) »; les MAE nouvelles sont théoriquement limités aux MAE Territorialisées (en zone Natura 2000, et bassins d'alimentation de captages surtout). Une nouvelle réforme des aides est prévue en 2014 (notamment pour accompagner la fin des quotas laitiers prévue pour 2015). Les agriculteurs doivent déclarer sur le RPG (Registre parcellaire graphique) le contour des « parcelles culturales » qui font l'objet d’un engagement (MAE, PHAE, Bio, …), et reporter le code de chaque culture, engagée ou non, présente au sein de l’îlot PAC, ce qui devrait aussi permettre d'améliorer les statistiques d'évaluation environnementale. Les GAECs sont soumis à une procédure spéciale concernant le « plafond de surfaces pouvant être engagées en nouveau contrat MAE (exemple : PHAE2, MAE Rotationnelle), avec une limite de 3 exploitations réunies au sein du GAEC »